# Caucafloden
Caucafloden (spanska: Río Cauca) ligger i Colombia mellan bergskedjorna Cordillera Occidental och Cordillera Central. Den rinner upp vid vulkanen Sotará i sydvästra Colombia, nära staden Popayán och flyter samman med Magdalenafloden strax söder om Santa Cruz de Mompox.
Flodområdet är omkring 63 000 km² och beläget i departementen Cauca, Valle del Cauca och Antioquia. I dammen Salvajina används vattenkraft till att framställa el.